# Muchacho solitario (álbum)
Muchacho solitario es la banda sonora de la película homónima, dirigida por César Bolívar y protagonizada por Servando & Florentino y lanzado igualmente en el año 1999, siendo esta su segunda (los dos juntos) película después de protagonizar con la orquesta Salserín la película La primera vez en 1997.
Después de estar en gira por toda América, Servando & Florentino lanzan Muchacho Solitario, la película junto con la banda sonora.

## Lista de canciones
Todas las canciones interpretadas por Servando & Florentino excepto donde se indique.
|     |                                          |                                   |          |  |  |  |  |  |  |  |
| N.º | Título                                   | Escritor(es)                      | Duración |  |  |  |  |  |  |  |
| 1.  | «Muchacho Solitario» (Versión Salsa)     | Ricardo Montaner                  | 4:37     |  |  |  |  |  |  |  |
| 2.  | «Mal de Amor»                            | Ricardo Montaner, Pablo Manavello | 3:48     |  |  |  |  |  |  |  |
| 3.  | «Te Regalo La Luna» (Versión Balada)     | Ricardo Montaner                  | 3:36     |  |  |  |  |  |  |  |
| 4.  | «Te Regalo La Luna» (Versión Salsa)      | Ricardo Montaner                  | 4:26     |  |  |  |  |  |  |  |
| 5.  | «Peleas de Novios»                       | Ricardo Montaner                  | 4:22     |  |  |  |  |  |  |  |
| 6.  | «Tú Eres Mi Luz»                         | Servando Primera                  | 4:10     |  |  |  |  |  |  |  |
| 7.  | «Esa Nube Blanca»                        | Servando Primera                  | 4:27     |  |  |  |  |  |  |  |
| 8.  | «Los Que Se Aman» (con Ricardo Montaner) | Ricardo Montaner, Adrián Possé    | 4:19     |  |  |  |  |  |  |  |
| 9.  | «Para Que Me Perdones» (Versión Salsa)   | Servando Primera                  | 4:47     |  |  |  |  |  |  |  |
| 10. | «Yo No Me Quería Enamorar »              | Servando Primera                  | 4:38     |  |  |  |  |  |  |  |
| 11. | «Yo Te Pedí»                             | Servando Primera                  | 4:20     |  |  |  |  |  |  |  |
| 12. | «Para Que Me Perdones» (Versión Balada)  | Servando Primera                  | 4:47     |  |  |  |  |  |  |  |
| 13. | «Muchacho Solitario» (Versión Balada)    | Ricardo Montaner                  | 4:57     |  |  |  |  |  |  |  |

## Posición en las listas de éxitos
| Listas (1999)            | Mejor posición |
| ------------------------ | -------------- |
| Billboard Latin Albums   | 39             |
| Billboard Tropical/Salsa | 10             |